# Семисотка (зупинний пункт)
Семисо́тка — залізничний пасажирський зупинний пункт Кримської дирекції Придніпровської залізниці на лінії Владиславівка — Крим між станціями Петрове (2 км) та Сім Колодязів (19 км). Розташований у однойменному селі Ленінського району Автономної Республіки Крим.

## Пасажирське сполучення
На платформі Семисотка зупиняються приміські поїзди